# Khan Na Yao
Khan Na Yao (thailändisch คันนายาว, kʰān nāː jāːw) ist einer der 50 Khet (Bezirke) in Bangkok, der Hauptstadt von Thailand.

## Geographie
Die benachbarten Bezirke sind im Uhrzeigersinn von Norden aus: Bang Khen, Khlong Sam Wa, Min Buri, Saphan Sung und Bueng Kum.

## Geschichte
Khan Na Yao gehörte zunächst zum Bezirk Bueng Kum. Gemäß einer Verfügung der Verwaltung vom 14. Oktober 1997 wurde er zusammen mit Saphan Sung von Bueng Kum abgetrennt. Diese Verfügung trat am 21. November 1998 in Kraft.

## Sehenswürdigkeiten
- Wat Rassattadhum

## Verwaltung
Der Bezirk hat zwei Unterbezirke (Khwaeng):
| Nr. | Name Khwaeng | Thai     | Einw.  |
| --- | ------------ | -------- | ------ |
| 1.  | Khan Na Yao  | คันนายาว  | 41.041 |
| 2.  | Ram Inthra   | รามอินทรา | 49.396 |

## Gemeinderat
Der Gemeinderat des Distrikts Khan Na Yao hat sieben Mitglieder, jedes Mitglied wird für vier Jahre gewählt. Die letzte Wahl war am 30. April 2006. Die Ergebnisse:
- Thai Rak Thai Party – 7 Sitze